# Mohamed Ould Abdel Aziz
Tướng Mohamed Ould Abdel Aziz (tên đầy đủ: Muhammad Abdel-'Aziz, Ould Abdelaziz, sinh ngày 20 tháng 12 năm 1956) là một chính khách Mauritanie. Ông là Tổng thống Cộng hòa Mauritanie.
Là một quan cao cấp, ông là một nhân vật hàng đầu trong cuộc đảo chính năm 2005 lật đổ Tổng thống Maaouya Ould Sid'Ahmed Taya, và trong tháng 8 năm 2008, ông dẫn đầu một cuộc đảo chính, lật đổ Tổng thống Sidi Ould Cheikh Abdallahi. Sau cuộc đảo chính thứ hai, Abdel Aziz đã trở thành Chủ tịch Hội đồng tối cao của Nhà nước như là một phần của quá trình chuyển đổi chính trị dẫn đến một cuộc bầu cử mới. Ông đã từ chức từ đó trong tháng 4 năm 2009 để đứng như một ứng cử viên Tháng 7 năm 2009 cuộc bầu cử tổng thống và đắc cử. Ông tuyên thệ nhậm chức vào ngày 5 tháng năm 2009.
Vào ngày 9 tháng 7 năm 2020, Mohamed Abdel Aziz đã trả lời việc triệu tập một Ủy ban Điều tra của Quốc hội được giao nhiệm vụ viết một "báo cáo". Sau đó, công lý Mauritania bắt đầu sôi sục trong một cuộc chạy đua với đồng hồ để xây dựng tòa án công lý tối cao, chỉ được ủy quyền để phán xét tổng thống của nước cộng hòa trong trường hợp phản quốc cao.